# Val-de-Moder
Val-de-Moder es una comuna francesa situada en la circunscripción administrativa de Bajo Rin y, desde el 1 de enero de 2021, en el territorio de la Colectividad Europea de Alsacia, en la región de Gran Este.

## Historia
Fue creada el 1 de enero de 2016, en aplicación de una resolución del prefecto de Bajo Rin de 7 de diciembre de 2015 con la unión de las comunas de La Walck, Pfaffenhoffen y Uberach, pasando a estar el ayuntamiento en la antigua comuna de Pfaffenhoffen. En 2019 se incorporó también a Val-de-Moder la comuna de Ringeldorf.